# Here Is Germany
Here Is Germany (auch Know Your Enemy: Germany) ist ein US-amerikanischer Propagandafilm in Form eines Dokumentarfilms in schwarz-weiß. Er wurde von 1942 bis 1945 vom US War Department produziert.

## Inhalt

### Vorbemerkung
Dieser Abschnitt hat die Aufgabe, eine Zusammenfassung des Inhalts von Here Is Germany und damit auch der im Film vertretenen Ansichten zu geben. Es ist nicht seine Aufgabe, diese Ansichten zu bewerten, auch dann nicht, wenn sie umstritten oder gar inhaltlich falsch sind. Zur erleichterten Einordnung der Inhalte werden besonders im Abschnitt über die deutsche Geschichte verstärkt Links auf die entsprechenden Wikipediaartikel eingebaut. In diesem Zusammenhang sei darauf hingewiesen, dass Napoleon Bonaparte im Film nicht erwähnt wird.

### Der Film
Deutschland ist ein schönes, ein florierendes und modernes Land mit Geschichte. Dort lebt ein sauberes und ordentliches, ein gebildetes, musikalisches und industrielles Volk. Menschen, die so aussehen wie US-Amerikaner, und die das Leben genießen. Sie sollten daher für Amerikaner gut zu verstehen sein. Wirklich? Als Kontrast werden Bilder aus Konzentrationslagern gezeigt, zuerst Leichen, danach befreite Insassen, die so gerade eben überlebt haben. Haufen von Knochen, Gaskammern und die Verbrennungsöfen, Kleidung und Spielzeuge, die den Toten gehört haben und für weiteren Gebrauch gesammelt wurden, sowie „Kunstwerke“ aus menschlicher Haut. Danach werden Gruppen von erschossenen Polen, Italienern und Belgiern gezeigt, die die Deutschen beim Rückzug aus den jeweiligen Gebieten zurückgelassen haben, zudem eine weitere Gruppe erschossener US-amerikanischer Kriegsgefangener. Was brachte die Deutschen dazu, so zu handeln? Hitler hätte gesagt, das sei das deutsche Blut, doch es muss einen anderen Grund geben: Zu viele Amerikaner, darunter sehr geschätzte und heldenhafte, haben ebenfalls deutsches Blut.
Der Grund liege in der deutschen Geschichte. Diese stellt der Film folgendermaßen dar: Im 18. Jahrhundert war Deutschland eine lose Ansammlung von etwa 300 Fürstentümern, das größte davon Preußen. Keines dieser Fürstentümer hatte eine Verfassung, wie sie die USA zu dieser Zeit bereits hatten; es waren alles mittelalterliche Monarchien. Friedrich der Große, der Herrscher Preußens, führte harsche, disziplinierende Gesetze ein, die seine Untertanen davon abhielten, um ihre Freiheit zu kämpfen, und die es ihm ermöglichten, eine starke Armee aufzubauen. Schon bald griff er Österreich ohne Kriegserklärung an, kämpfte sieben Jahre lang alleine gegen Russland, Frankreich und Schweden und gewann am Ende den Krieg. Nach seinem Tod etablierten preußische Offiziere wie Gerhard von Scharnhorst als Organisator, August Neidhardt von Gneisenau als Stratege und Carl von Clausewitz als Theoretiker die preußische Militärdoktrin. Als Aufständische eine Verfassung forderten, wurden sie niedergeschlagen. In den nächsten 30 Jahren kamen zwei Millionen freiheitsliebende Flüchtlinge aus Preußen und den anderen deutschen Fürstentümern in die USA. Die Verbliebenen gehorchten blind ihren Landesherren und warteten auf ihren nächsten Führer. Der war Otto von Bismarck, der zuerst einen Krieg gegen Dänemark provozierte und gewann. Danach führte er einen Krieg gegen Österreich, den er ebenfalls gewann. Schließlich griff er Frankreich an und gewann überraschenderweise auch diesen Krieg gegen das Land, das damals als das stärkste Europas galt. Nach diesem Sieg setzte er den preußischen König Wilhelm I. als absolutistischen Herrscher des vereinigten Deutschlands ein, das nun als unbesiegbar galt. In den nächsten Jahren begann die Industrialisierung in Deutschland. Die Welt hoffte auf ein friedliches Deutschland, doch sie hatte den preußischen Hang zur Gewalt vergessen. Die deutsche Industrie wurde mehr den Bedürfnissen des Militärs angepasst als denen der Wirtschaft; deutsche Studenten vergnügten sich nicht mit Fußball, sondern mit der tödlichen Fechtkunst. Schmisse waren das neue Schönheitssymbol. Das Land wurde nun von vier Gruppen regiert, den Politikern, dem Militär, den Großgrundbesitzern und den Industriellen. Diese und ihr neuer Führer Wilhelm II von Hohenzollern verweigerten den Abrüstungsvertrag, den die Großmächte vorschlugen, und warteten auf einen Anlass für den nächsten Krieg. Dieser Anlass war das Attentat von Sarajevo gegen Franz Ferdinand. So kam es Anfang August 1914 zum Weltkrieg, in den die deutschen Soldaten begeistert zogen. Zur Eroberung Frankreichs marschierten sie trotz eines Neutralitätsvertrages in Belgien ein. Sie setzten Giftgas als Waffe ein, auch damit brachen sie einen Vertrag. Und sie griffen mit U-Booten unbewaffnete Handelsschiffe ohne Vorwarnung an und brachten so die USA dazu, in den Krieg einzugreifen. Die Koalition brachte schließlich den Erfolg, die deutsche Armee zerfiel und flüchtete von den Schlachtfeldern. Erich Ludendorff, der verantwortliche General, drängte in einem Telegramm nach Berlin auf ein sofortiges Friedensangebot, da die Armee keine 48 Stunden durchhalten würde. Gegen den Willen der Franzosen und auch von General Pershing wurde der Friedensvertrag von Versailles unterschrieben. Der Kaiser floh in die Niederlande, Ludendorff nach Schweden, und in Deutschland wurde eine Republik gegründet. Die alten Eliten hatten die schwache Opposition in den Vordergrund gelassen, blieben aber im Amt, wie auch die Industriellen und sogar die Lehrer. Auch die Armee war so ins Reich zurückgekehrt, dass sie unbesiegt erschien, feindliche Armeen waren nur in einen kleinen Teil Deutschlands einmarschiert. Die Schuld an der Niederlage wurde nicht denen gegeben, die tatsächlich verloren hatten, sondern denen, die den Friedensvertrag unterschrieben hatten. Würdenträger wie Paul von Hindenburg und General von Seeckt klagten, dass der Versailler Vertrag Deutschland zu sehr belaste. Daher wurde die vereinbarten Zahlungen erlassen; Deutschland wurde sogar finanziell gefördert. Und baute mit diesem Geld seine Armeen wieder auf. 1933 wurde Hitlers Partei die stärkste im Land. Kurz darauf führten die Nazis den Reichstagsbrand aus und beschuldigten die Kommunisten. Dies führte dazu, dass Hitler den Notstand ausrufen und das Parlament gleichschalten konnte. Hitler fügte den bis dahin mächtigen Gruppen Militär, Politikern, Großgrundbesitzern und Industriellen noch die Gruppe der Verbrecher hinzu. Diese Gruppen trieben das deutsche Volk wieder in den Krieg – und zu den gezeigten Gräueltaten.
Der Film endet mit einer Bestandsaufnahme und einer Ankündigung, wie es weitergehen soll: Die Gedanken an Gewalt und Überlegenheit sind so fest in den Köpfen der Deutschen verankert worden, dass in zehn, zwanzig oder hundert Jahren ein neuer Führer den nächsten Krieg bringen könnte. Wie kann das verhindert werden? Ein Anfang ist gemacht: Deutschland hat den Krieg für jeden offensichtlich verloren. Keine deutschen Armeen kehrten zurück, sondern ausländische. Das Offizierkorps wurde aufgelöst, die Industrie liegt in Trümmern und was noch existiert, wird von den Siegermächten kontrolliert. Die Politiker können nicht fliehen, sondern werden vor Gericht gestellt und bestraft. Das Lehrmaterial für Schulen wird genauso wie die gesamte Nazipropaganda zerstört und die Inhalte des neuen Unterrichtsstoffs von den Siegermächten kontrolliert. Das letzte Mal übernahmen Oppositionelle die Regierung, nun sind es alliierte Offiziere, die nicht als Befreier nach Deutschland gekommen sind, sondern als Eroberer. Und sie werden bleiben, zehn Jahre oder zwanzig oder für immer. Bis die Deutschen verstehen, dass sie für sich selbst und für den Frieden verantwortlich sind. Sie wurden von Hitler befreit, aber nicht von ihrer Geschichte; das müssen sie selbst tun. Bis dahin sind sie noch immer eine Gefahr für die Zivilisation. Erst wenn sie sich von ihrer Geschichte befreit haben, erst dann kann Deutschland wieder das schöne, industrielle und musikalische Land werden und seinen Platz unter den friedlichen Nationen der Welt einnehmen.

## Hintergrund
Zwar hat This Is Germany sowohl einen Vor- als auch einen Abspann, beide nennen aber keine der am Film beteiligten Personen, so dass verschiedene Filmdatenbanken unterschiedliche Informationen angeben. Zum Beispiel gibt das American Film Institute Ernst Lubitsch als Regisseur an, andere Quellen, wie zum Beispiel die Internet Movie Database, nennen dagegen Frank Capra oder auch Gottfried Reinhardt. Die Filmdaten folgen den Angaben des AFI.
Here Is Germany wurde 1942 von Ernst Lubitsch, William L. Shirer und George Ziomer als Orientierungsfilm für US-amerikanische Soldaten konzipiert und von Lubitsch erstellt. Der im Oktober 1942 fertiggestellte Film wurde jedoch von der Army abgelehnt und daher zunächst nicht veröffentlicht. Im Februar 1944 schlug Frank Capra vor, das Projekt wieder aufzunehmen, da der Film mit wenigen Änderungen schon sehr bald nützlich werden könne. Im Oktober 1944 bearbeitete er den Film, der am 5. April 1945 fertig wurde.
Der Vorspann von Here Is Germany erklärt, dass verschiedene Kinofilme herangezogen wurden, um die getroffenen Aussagen zu illustrieren. Dazu seien zumeist deutsche Spielfilme verwendet worden. Man habe aber auch Nachrichtenmaterial, die Archive der Kriegsbehörden und erbeutetes Filmmaterial verwendet. Laut dem AFI wurden unter anderem deutsche Filme wie Berlin – Die Sinfonie der Großstadt oder Kuhle Wampe oder: Wem gehört die Welt? und amerikanische Filme wie Im Westen nichts Neues, Sergeant York, Four Sons oder Der große Walzer verwendet. Somit ist der Film als Kompilationsfilm einzuordnen.
Here Is Germany ist kein Teil der Reihe Why We Fight, auch wenn das zuweilen behauptet wird. Das AFI ordnet den Film der Reihe Know Your Ally, Know Your Enemy zu.
Here Is Germany wurde vom US War Department produziert, das von 20th Century Fox unterstützt wurde. Die Walt Disney Studios trugen Animationen dazu bei. Der Film wurde im September 1945 veröffentlicht, also einige Monate nach der Kapitulation der Wehrmacht. Nun wurde er dazu verwendet, der deutschen Bevölkerung im Rahmen der Umerziehung die „US-amerikanische Sicht des deutschen Charakters bezüglich seiner Geschichte von aggressiven Angriffskriegen“ darzustellen. So wurde er deutschen Gefangenen in den sogenannten POW Schools (Prisoner of War, also Schulen für Kriegsgefangene) vorgeführt. Im Mai 1946 wurde der Film in Kinos der Amerikanischen Besatzungszone gezeigt.

## Nachwirkungen
- Here Is Germany wird zur Ausbildung benutzt, zum Beispiel von Harold Marcuse in seinen Vorlesungen an der UC Santa Barbara[8] oder bei der Lehrerinnenfortbildung Baden Württemberg.[9]
- Der Film ist Teil der im Jahr 2004 von Karl Höffkes veröffentlichten DVD Erkenne deinen Feind! – Frank Capras ‚Here is Germany‘.[1]